# Murray Perahia
Murray Perahia (ur. 19 kwietnia 1947 w Nowym Jorku) – amerykański pianista, pedagog i dyrygent.
Edukację pianistyczną rozpoczął w wieku czterech lat. Studiował w Mannes College fortepian, dyrygenturę i kompozycję pod kierunkiem Mieczysława Horszowskiego, kształcił się także w Marlboro u Rudolfa Serkina i Pablo Casalsa. Wkrótce potem Serkin przyjął Perahię jako swojego asystenta w Instytucie Curtisa w Filadelfii.
W 1972 został pierwszym pianistą z Ameryki Północnej, który zwyciężył na Międzynarodowym Konkursie Pianistycznym w Leeds. W 1980 rozpoczął współpracę z Vladimirem Horowitzem. W latach dziewięćdziesiątych długo zmagał się z kontuzją ręki.
Mieszka w Londynie, prowadzi kursy mistrzowskie. Jego płyty trzykrotnie otrzymały Nagrodę Grammy: w 1989 (Béla Bartók, muzyka kameralna), 1999 (Johann Sebastian Bach – Suity angielskie) i 2003 (Fryderyk Chopin – Etiudy op. 10 i 25). Jako dyrygent związany jest z orkiestrą Academy of St. Martin in the Fields, z którą regularnie koncertuje, m.in. wykonywali razem wszystkie pięć koncertów forepianowych Beethovena.
W 2004 został mianowany Kawalerem Komandorem Orderu Imperium Brytyjskiego – nie przysługuje mu jednak tytuł sir, ponieważ nie jest obywatelem Wielkiej Brytanii. Jest także honorowym członkiem Królewskiej Akademii Muzycznej i Jesus College Uniwersytetu w Cambridge.